# Odzun
Odzun là một đô thị thuộc tỉnh Lori, Armenia. Dân số ước tính năm 2011 là 5812 người.